# Aminosuiker

Structuurformule van α-D-glucosamine, een voorbeeld van een aminosuiker.

Een aminosuiker of aminokoolhydraat is een suiker waarvan een hydroxylgroep is vervangen door een aminogroep (NH2-groep). Vrije aminosuikers zijn sterk basisch en komen in de natuur niet voor.
Ook bepaalde derivaten, zoals N-acetylglucosamine en sialinezuur, worden tot de aminosuikers gerekend, hoewel ze geen NH2-groep bezitten.
Algemeen worden 2-desoxy-2-amino-aldosen zoals D-glucosamine (afgeleid van glucose) en D-galactosamine (afgeleid van galactose) beschouwd als de belangrijkste aminosuikers. Overige voorbeelden van aminosuikers zijn: fructosamine (afgeleid van fructose) en mannosamine (afgeleid van mannose).

## Functies en betekenis

### In de natuur
Aminosuikers zijn in zeer uiteenlopende organismen als bestanddeel van de celstructuur van belang:
- zo is mureïne onderdeel van de celwand bij bacteriën
- het aminosuiker sialinezuur is onderdeel van de glykocalix en voor de afbraak von glycoproteinen uit het bloed medeverantwoordelijk.
- aminosuikers fungeren als bouwsteen van chitine, dat de bouwsteen is van het exoskelet van talloze insecten
- bij veel hogere diersoorten zijn aminosuikers bouwstenen van glycosaminoglycanen, die als vezelsstoffen, bestanddelen van celmembranen en de extracellulaire matrix, alsook in bloed en moedermelk aanwezig zijn.
- nucleotiden, de coderende bouwstenen van DNA, zijn gesubstitueerde glycosylaminen.

### Toepassingen
Een groot aantal glycosidisch gebonden aminosuikers zijn karakteristiek voor aminoglycosiden, welke als antibiotica dusdanig op de proteïnebiosynthese van bacteriën inwerken, dat deze daarna foutieve proteïnen produceert. Daarnaast worden sialinezuuranalogen als neuraminidaseremmers voor de bestrijding van virusziekten zoals griep ingezet, alleen zijn deze zelf geen suiker. Daarnaast wordt de fysiologisch in de mestcellen geproduceerde cofaktor van het stollingsremmende antitrombine III, heparine, als anticoagulans ingezet.